# Бубнов, Александр Дмитриевич
Александр Дмитриевич Бубнов (29 мая 1883, Варшава — 2 февраля 1963, Крань) — русский контр-адмирал, военный мыслитель, педагог, прозаик, мемуарист, один из основателей военно-морского флота и высшего военно-морского образования в Королевстве Югославия. Участник Русской-японской и Первой мировой войн, Гражданской войны в России. Кавалер орденов Российской, Британской и Японской империй, Румынского и Югославского королевств, Французской Республики. С 1920 жил и работал в эмиграции.

## Биография
Окончил Морской кадетский корпус в Санкт-Петербурге в 1903 году.

### Русско-японская война
Во время русско-японской войны мичманом на эскадренном броненосце «Орёл» участвовал в Цусимском сражении в составе 1-го броненосного отряда 2-й Тихоокеанской эскадры адмирала З. П. Рожественского. Получил ранение, в составе экипажа своего сильно повреждённого корабля попал в плен. За «отличие в делах против неприятеля» был награждён светло-бронзовой медалью в память Русско-японской войны в 1904—1905 гг. и орденом Св. Анны III с мечами и бантом. 6 декабря 1906 года произведён в лейтенанты. Увековечен А. С. Новиковым-Прибоем в «Цусиме» под псевдонимом Воробейчик.
Младший штурманский офицер, лейтенант Л. В. Ларионов впоследствии приводил следующую характеристику сослуживца:

маленького роста юркий блондин, очень близорукий, в золотом пенсне, часто его снимающий и протирающий стёкла. От зажимов пенсне постоянные рубцы на толстом носу некрасивого и невыразительного лица. С хорошо подвешенным языком, но любящий приврать и мало стесняющийся, когда его уличали. Бесспорно, человек способный, но не моряк. Мне до сих пор не понятно откуда он стал профессором военно-морских наук. В плавании на «Орле» и дальше в плену он к этому никаких надежд не подавал. Больше трактовал о музыке, искусстве, в которых ничего не понимал, и о французской литературе. В плену, где мы все интересовались боем и его малейшими деталями, он голоса не подавал, точно его этот вопрос не касался, да он и не знал о Цусиме ничего, а потом делал выводы с кафедры. Когда я на якоре стоял на «Орле» вахту, он был у меня вахтенным мичманом и ночью всегда норовил удрать спать и вообще к службе относился недобросовестно.— Леонид Васильевич Ларионов (10.07.1882 – 6.02.1942).
В боевых действиях более никогда не участвовал. После войны окончил Николаевскую морскую академию и служил в Морском генеральном штабе. 6 мая 1912 года произведен в чин старшего лейтенанта. Старший флаг-офицер Штаба начальника УМО Балтийского флота (1910—1912). 26 августа 1913 года назначен и.д. старшего офицера бронепалубного крейсера «Диана». 6 декабря 1913 года произведен в капитаны 2 ранга. 3 марта 1914 года получил Высочайшее разрешение принять и носить французский орден Почётного легиона офицерского креста. 6 апреля 1914 года награжден орденом Св. Станислава II степени.

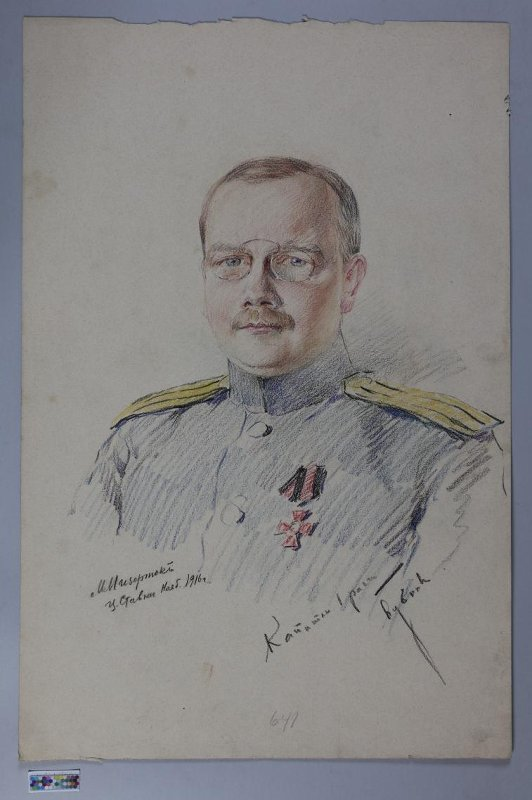
Портрет 1916 г.

### Первая мировая война
Во время Первой мировой войны находился в Ставке Верховного Главнокомандующего, где занимал должность флаг-офицера в Военно-морском управлении. 22 декабря 1914 года награжден орденом Св. Анны II степени. 1 апреля 1915 года пожалован орденом Св. Владимира IV степени. 25 января 1916 года назначен и. д. флаг-капитана Морского штаба Верховного главнокомандующего. За отличие по службе 30 июля 1916 года произведён капитаны 1 ранга с утверждением в должности флаг-капитана. 10 ноября 1916 года пожалован британским орденом Св. Михаила и Георгия 8 сентября 1917 года назначен исправляющим должность начальника Военно-морского управления. 28 июля 1917 года произведён в контр-адмиралы Российского военно-морского флота. 12 октября 1917 года утвержден в должности начальника Военно-морского управления.

### Октябрьская революция и Гражданская война в России
После Октябрьской революции в Петрограде и расформирования Ставки 19 декабря 1917 года сначала уволен, а затем 16 февраля 1918 года восстановлен на службе штатным преподавателем Морской академии, где в апреле 1918 года представил к защите диссертацию «Командующий флотом в сражении», в которой сформулировал основные требования, предъявляемые к старшему командному составу флота.
После прекращения в июне 1918 года учебной деятельности Академии сумел перебраться в Одессу. В декабре 1918 года был включён адмиралом Колчаком в состав русской делегации на Версальской мирной конференции, возглавляемой С. Д. Сазоновым. После того, как русская делегация не была допущена на Конференцию, вернулся в распоряжение Главнокомандующего ВСЮР генерала Деникина.
20 августа 1919 года был назначен на пост Начальника штаба командующего Черноморским флотом адмирала Д. В. Ненюкова. 8 февраля 1920 года был «уволен от службы» генералом Деникиным за поддержку кандидатуры генерала Врангеля на место командовавшего в Крыму генерала Шиллинга, после чего вместе с семьёй на военном корабле убыл в Константинополь.

### Эмиграция
В эмиграции адмирал и его семья жили сначала в Софии (1920) и Париже (1921), а затем в Королевстве Сербов, Хорватов и Словенцев (КСХС) (с 1929 г. Югославия): в Любляне (1922—1923) и Дубровнике (1923—1941).

### Жизнь и деятельность в Югославии. Мировое признание
В 1923 году по просьбе короля Александра I Карагеоргиевича организовал в Дубровнике Военно-морское училище и Морскую академию, в которой занимался научно-педагогической деятельностью до 1941 года.
Принимал непосредственное участие в создании и развитии военно-морского флота Югославии. Состоял членом Русского научного института в Белграде.
После публикации ряда статей и книг его талант как крупного теоретика и практика в области общих вопросов военной стратегии, а также стратегии и тактики военного флота был общепризнан.
Был приглашен на должность профессора Военно-морской академии США, но отказался («если придется возвращаться в Россию, из Югославии ближе, чем из Америки»).

### Вторая мировая война
После оккупации Югославии немцами и увольнения из Академии вместе с семьей жил в городе Крань в Словении, где с 1946 г. преподавал русский язык в гимназии до выхода на пенсию в 1953 г.

### Послевоенный период
После 1945 года представители Советского Союза неоднократно поднимали вопрос о выдаче контр-адмирала Александра Бубнова в числе других видных представителей русской военной эмиграции, но бывшие ученики адмирала по Военно-морской академии Югославии, занимавшие руководящие посты в военном ведомстве, буквально спасли его от принудительной депортации в СССР.
Скончался 2 февраля 1963 года и с воинскими почестями похоронен в городе Кранье, Словения.

### Память
В городе Пиране (Piran) в Словении. В Морском музее имеется небольшая экспозиция, посвященная его жизни и деятельности. В военно-энциклопедических изданиях Югославии и её бывших республик (Словении, Сербии и Хорватии) имеются статьи, посвященные жизнедеятельности адмирала.

## Сочинения
- Оборудование театра военных действий базами. Санкт-Петербург, 1907.
- Записки по морской тактике. Боевые действия флота. Санкт-Петербург, 1907.
- Походный порядок эскадры в открытом море в военное время. Санкт-Петербург, 1908.
- Высшая тактика. Санкт-Петербург, 1911.
- Командующий флотом в сражении. Петроград, 1918.
- The Problem of the Pacific in the Twentieth Century. London. Gyldendal. 1922. (Совместно с генерал-лейтенантом Н. Н. Головиным. Тихоокеанская проблема в двадцатом столетии. /на английском языке/ Лондон, 1922)
  - Переиздание: New York. Charles Scribner’s sons. 1922.
  - Русское издание. Тихоокеанская проблема в XX столетии. Прага: Пламя, 1924.
  - Переиздание: New York: Arno Press. 1970.
  - Переиздание: Головин, Н.; Бубнов, А. Тихоокеанская проблема в XX столетии. // Алексей Вандам, Николай Головин, Александр Бубнов. Неуслышанные пророки грядущих войн = The Problem of the Pacific in the Twentieth Century (1922). — Москва: АСТ, Астрель, 2004. — 368 с. — (Великие противостояния). — 5100 экз. — ISBN 5-17-025223-4.

- Русская морская проблема. Прага, 1928.
- Istorija pomorske ratne veštine. Štamparija Jadran. Dubrovnik. 1930—1933. (История военно-морского искусства. /на сербохорватском языке/ Дубровник. В трех томах. 1931—1933. —- 1025 с.)
  - Переиздание: Pomorski ratovi, Od prvih početaka do Drugog svjetskog rata. Dubrovnik, 1941. (Военно-морские войны — от начала и до Второй мировой войны. /на сербохорватском языке/ В трех томах. Дубровник, 1941)
- Le Probleme du Bosphore. Paris, 1935. (Проблема Босфора. /на французском языке/ Париж, 1935)
- Strategija — vođenje rata na moru. Zemun, 1937. (Стратегия ведения войны на море. /на сербохорватском языке/ Земун, 1937. — 272 с.)
- В царской Ставке. Нью-Йорк: Издательство имени Чехова, 1955.
  - Переиздание. Санкт-Петербург: Облик, 1995.
  - Переиздание. Конец Российской монархии. Москва: Воениздат, 2002.
  - Переиздание. Москва: Вече, 2008. — ISBN 978-5-9533-3291-0